# Ceratoclasis tenebralis
Ceratoclasis tenebralis is een vlinder uit de familie van de grasmotten (Crambidae). De wetenschappelijke naam van de soort is voor het eerst geldig gepubliceerd in 1875 door Pieter Snellen.
De soort komt voor in Colombia.